# مئة المعاني والبيان
مئة المعاني والبيان هو نظم في علم البلاغة، وهي منظومة موجزة في علم البلاغة لمحب الدين بن الشِّحنة الحنفي الحلبي.